# 남산 쌍용플래티넘
남산 쌍용플래티넘(영어: Namsan Ssangyong Platinum)은 대한민국 서울특별시 중구 회현동1가에 위치한 초고층 아파트 단지이다.

## 갤러리

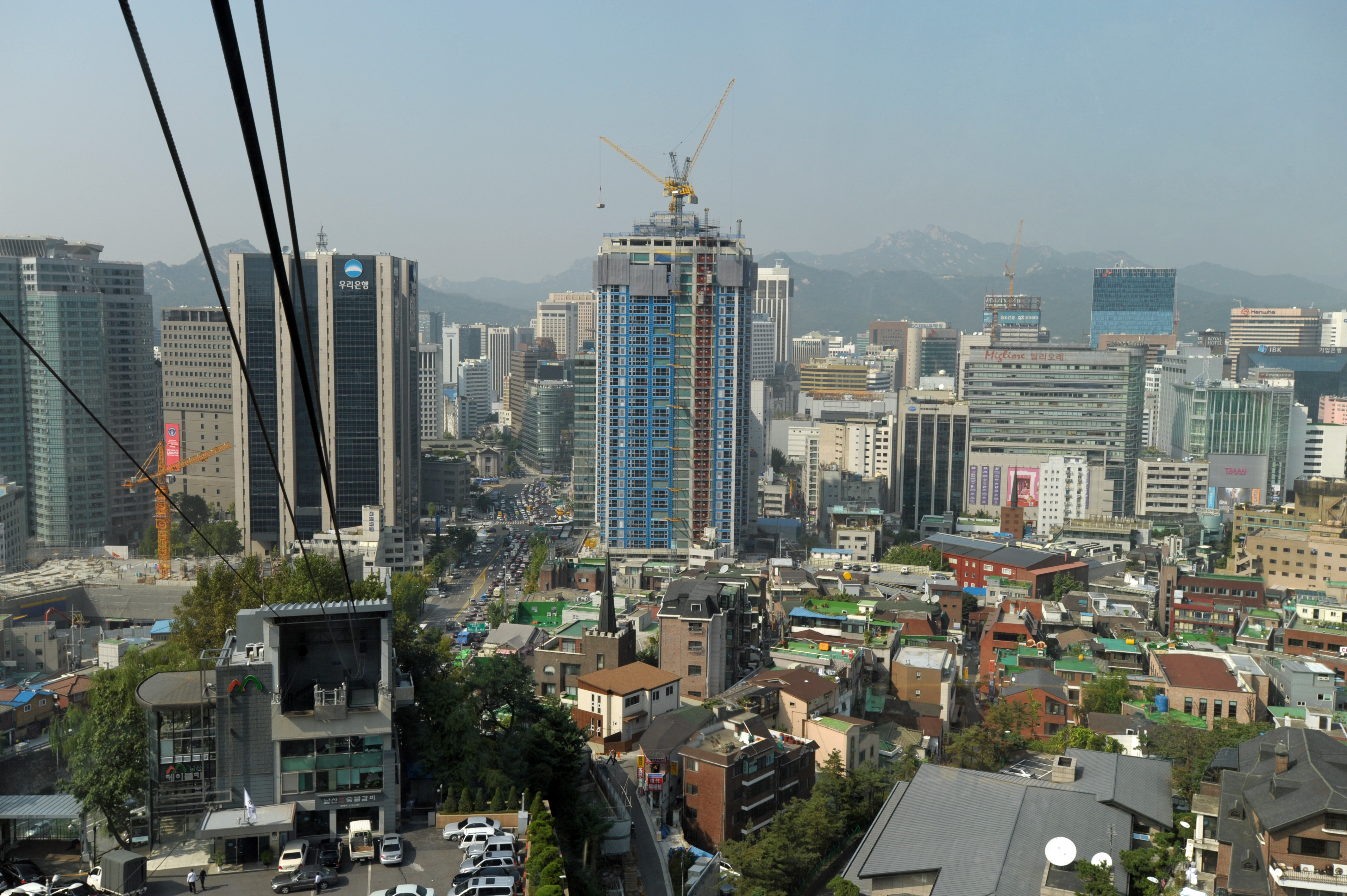
2009년 9월 23일
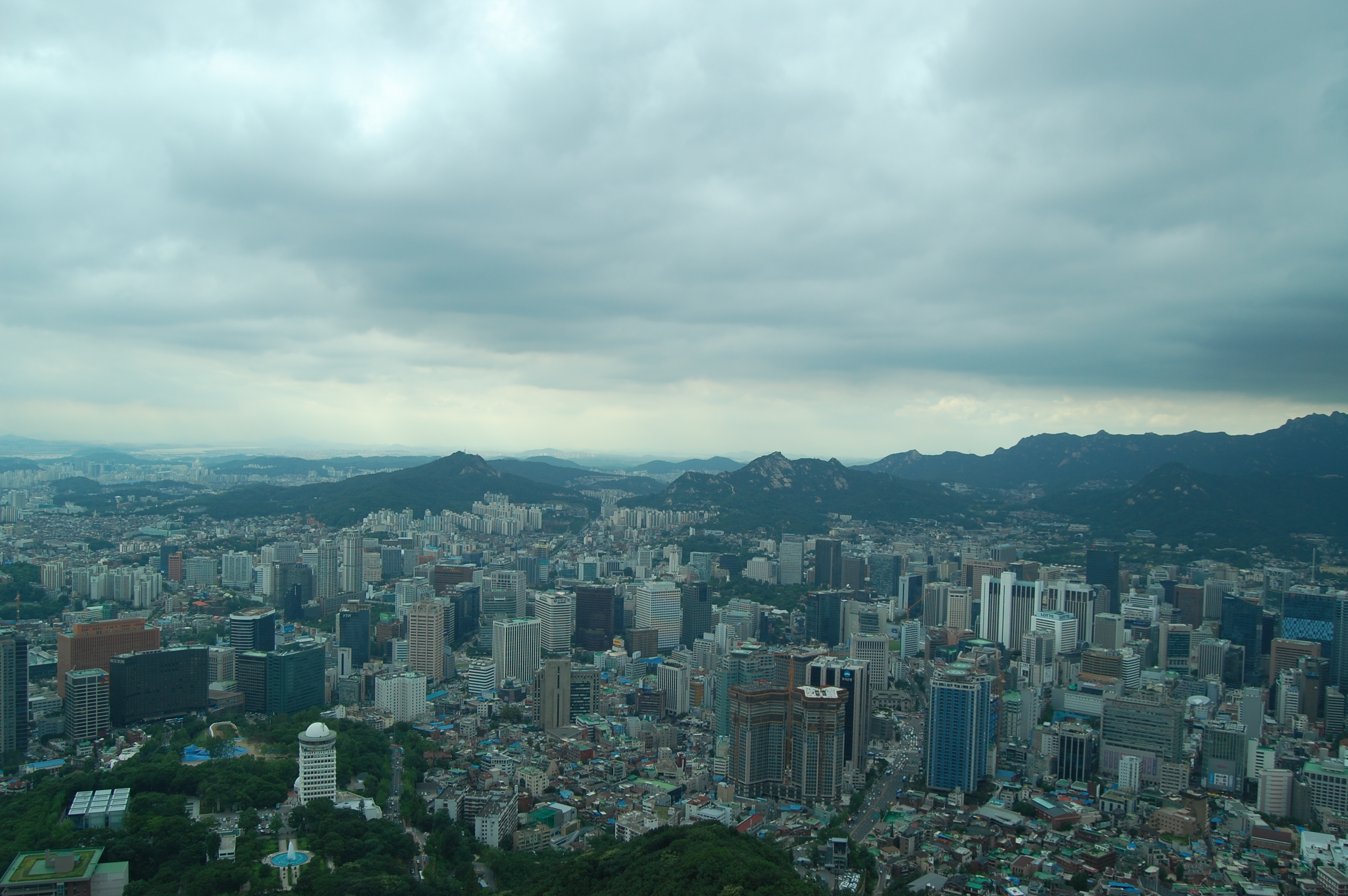
2010년 7월 28일
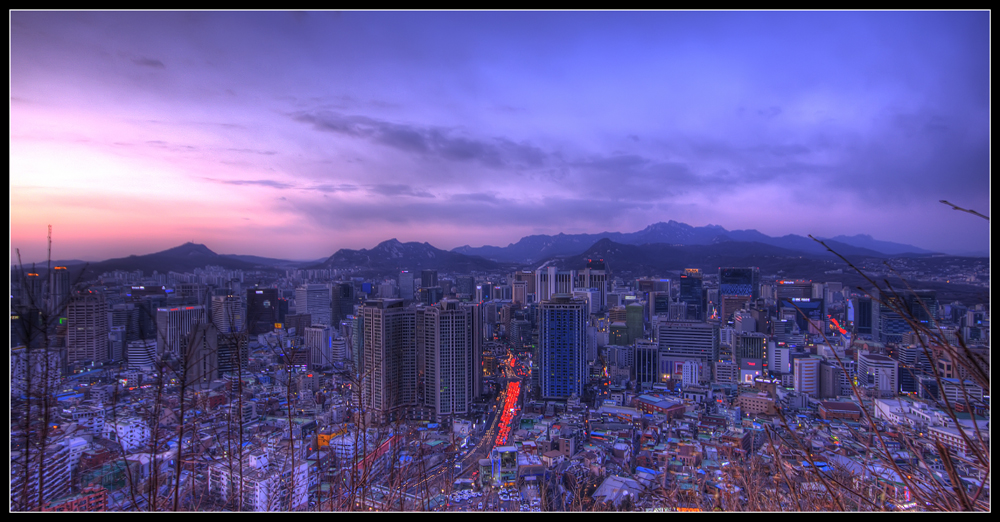
2012년 2월 18일
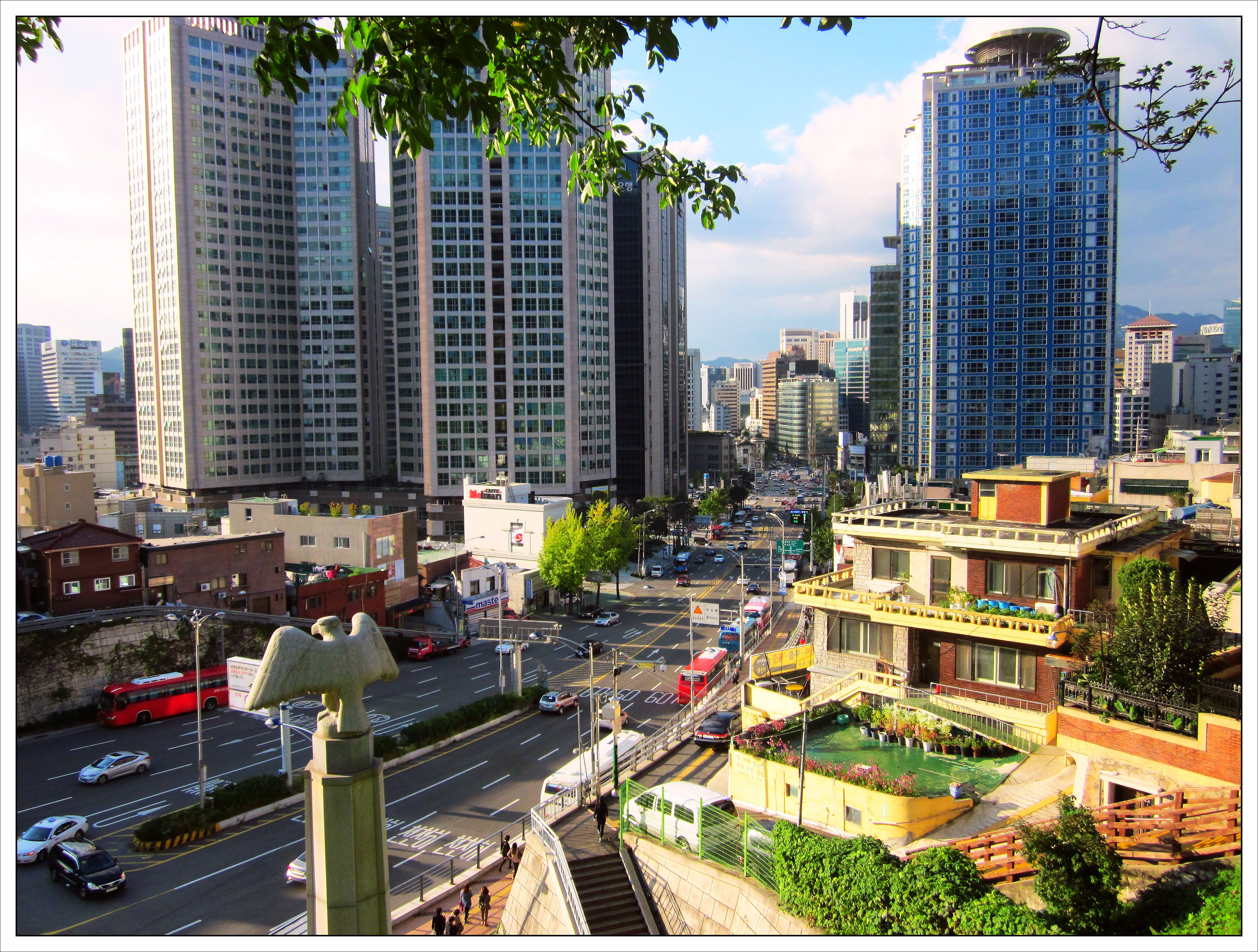
2012년 9월 28일

## 같이 보기
- 서울 중구의 마천루 목록